# Arthur Garcia
Arthur Garcia da Rosa (13 de agosto de 1963)  é um ilustrador e quadrinista brasileiro.

## Biografia
Iniciou a carreira de quadrinista aos 18 anos na editora Grafipar de Curitiba, desenhando quadrinhos eróticos, posteriormente, produziu quadrinhos do Zorro para a EBAL, em 1985, formou-se em Educação Artística, e passou a desenhar Os Trapalhões para a Bloch Editores, através do estúdio de Ely Barbosa Em 1988, muda-se para Portugal,onde ganha em 1990, o Prêmio O Mosquito, no mercado franco-belga, publicou as séries Os Cruzadinhos e Jeroen et Klass no jornal belga Gazette Van Machellen, através de agenciamento da Commu International. Ao voltar ao Brasil, desenha para a revista Heróis da TV da Abril Jovem, histórias do super-heróis de tokusatsus da Toei Company: Jaspion, Changeman e Maskman e a revista em quadrinhos do Sergio Mallandro, também publicada pela Abril, logo em seguida, produz para diversas editoras as séries Piratininga, da revista Porrada Special, da Editora Vidente e de Os Novatos, da revista Nova Escola, trabalhou como assistente de animação em 3 episódios da
série Alladin da Walt Disney Company, terceirizado no Brasil no estúdio HGN.Produções. No estúdio Rabisco, fez arte para licenciamento de personagens Hanna-Barbera, Thundercats, He-Man e outros.
Produziu os quadrinhos Street Fighter, Pulsar, Cyborg Zeta 7 na revista Desenhe & Publique Mangá, Gamemon e Daniel – o anjo da guarda para a Editora Escala, Blue Fighter de Alexandre Nagado para a Editora Trama.
Em 1999, começou a produzir manuais de Como desenhar, sobretudo no ensino de técnicas do estilo mangá. Em 2000, ilustrou a revista Luana e sua Turma com roteiros de Oswaldo Faustino e Júlio Emílio Braz publicada pela Editora Toque de Midas.
Em 2003, publicou a história Um certo Cesar Bravo – Lubisome, com arte-final de Silvio Spotti na antologia Mangá Tropical, organizada por Alexandre Nagado com prefácio de Sônia Luyten e publicada pela Via Lettera, em 2004, publicou a graphic novel Nosferatus, que mistura elementos de horror, ficção científica e aventura, que teve a participação de Silvio Spotti (arte-final) e Vanderfel (coloração em tons de cinza) e Neuza Gonçalves (letras. Em 2007, fez parte do júri do 3º Salão de Humor de Paraguaçu Paulista. Publicou a série Curso Relâmpago de Mangá nas páginas da revista Neo Tokyo da Editora Escala, mais tarde, essas lições seriam republicadas em livros pela editora Criativo.
Em 2010, ilustrou a revista Didi & Lili - Geração Mangá, baseada no personagem de mesmo nome do humorista Renato Aragão e sua filha, a atriz Lívian Aragão. Em 2011, foi um dos artistas responsáveis pela arte da adaptação de Noite na Taverna de Álvares de Azevedo, roteirizada por Reinaldo Seriacopi para a série Clássicos Brasileiros em HQ da Editora Ática. Em 2013, ao lado de Flavio Soares, produziu a capa de Velozes e Vorazes, livro ilustrado escrito por Ataíde Braz com arte interna de Mozart Couto, publicado pela Editora Minuano e uma história em quadrinhos baseada em Jacques DeMolay,  criação e roteiro de Fabrício Grellet, com arte de Silvio Spotti e Arthur Garcia, e cores de Carolina Pontes, publicada pelo Grupo ArteOfício.
Em 2019, para a editora Melhoramentos, ilustrou uma adaptação de O Alienista de Machado de Assis, com roteiros de de Franco de Rosa.
Venceu o Prêmio Angelo Agostini três vezes, na categoria  roteirista (1994), desenhista (1995) e mestre do quadrinho nacional (2017)